# Nemoria florae
Nemoria florae là một loài bướm đêm trong họ Geometridae.